# Joodse Ereraad
De Joodse Ereraad (spelling destijds: Joodsche Eereraad) was een ereraad, een orgaan dat na de Tweede Wereldoorlog, omstreeks van begin 1946 tot begin 1950 de zuivering in Joodse kring uitgevoerd heeft.
De Joodse Ereraad werd eind januari, begin februari 1946 opgericht door de Contact-Commissie van de Joodse Coördinatie-Commissies. De Ereraad had tot doel een uitspraak te doen over iedere Jood wiens houding of gedrag tijdens de bezetting onverenigbaar was met de meest elementaire Joodse solidariteit. De Ereraad had geen andere sanctiemiddelen dan de publicatie van zijn uitspraken. De leden van de Ereraad waren:
- mr. M. Bosboom, voorzitter
- J. Voet, secretaris
- D. Heijmans, adjunct-secretaris en penningmeester
- dr. B. Karlsberg
- prof. dr. S. Kleerekooper
- drs. A.E. Marcus
- mw. drs. J. Nordheim-van Amerongen
- mw. mr. C. van Rhijn-Leydesdorff
- drs. I. Spangenthal
- S. Aardewerk
- J. Weisz
- S.A. Hertzberger
- S.M. Vreedenburg

De Ereraad behandelde zo'n twintig zaken, waarvan de zaak tegen Abraham Asscher en prof. dr. David Cohen, de twee voorzitters van de Joodse Raad, het meest geruchtmakend was. Asscher erkende de Ereraad niet en ging niet in op zijn uitnodigingen om op zittingen van de Ereraad te verschijnen. Cohen deed dat wel. Na afloop van de zittingen kwam de Ereraad tot het volgende oordeel:
- Dat de voorzitters van de Joodse Raad gefaald hebben in een wereld, die zelf in gebreke is gebleven;
- dat het laakbaar is geweest, de opdracht tot vorming van een 'Amsterdamse Jodenraad' en het voorzitterschap van deze raad (wat verantwoordelijkheid jegens de Duitsers medebracht) uit handen van de Duitsers te hebben aanvaard;
- dat het laakbaar is geweest het Joodsche Weekblad te blijven uitgeven, toen eenmaal bleek, dat het de Duitsers van meer nut dan de Joden moest zijn, waarbij de Ereraad tevens herinnert aan zijn afkeurend oordeel over een aantal berichten, die hiervoor zijn genoemd;
- dat het laakbaar is geweest, medewerking te verlenen aan een aantal anti-Joodse maatregelen, zoals het uitgeven van de Jodenster en het verzenden van bevelen om naar Westerbork te vertrekken;
- dat de wijze, waarop de voorzitters de weigerachtigen tot het geven van de bijdrage tot de eerste heffing aanschreven, laakbaar is geweest;
- dat de medewerking, verleend bij de selectie voor deportatie, in het bijzonder de medewerking in mei 1943, zeer laakbaar is geweest.